# Mønshaugen-Bjørgum
Mønshaugen-Bjørgum är en tätort i Voss kommun i Vestland fylke i västra Norge. Orten ligger vid riksväg 13, cirka sju kilometer öster om kommunens centralort Vossevangen.